# IEC 60034
IEC 60034 es la Norma internacional de la Comisión Electrotécnica Internacional para máquinas eléctricas rotativas.

## Parte 30
La IEC 60034-30 especifica los niveles de eficiencia energética para motores de inducción eléctricos trifásico, de velocidad única, de jaula de ardilla con 2, 4 o 6 polos. Clasifica tres niveles: IE1 (estándar), IE2 (high) e IE3 (premium). Para cada nivel la eficiencia se define para un rango de salida nominal desde 0,75 a 375 kW. En la Unión Europea el nivel IE2 fue obligatorio para todos los nuevos motores desde el 16 de junio de 2011. La clase IE3 fue obligatoria desde el 1 de enero de 2015 (desde 7,5 a 375 kW) y desde el 1 de enero de 2017 (desde 0,75 a 375 kW).